# Emory (Teksas)
Emory je grad u američkoj saveznoj državi Teksas. Prema popisu stanovništva iz 2010. u njemu je živjelo 1.239 stanovnika.